# كيان ضعيف
في قواعد البيانات العلائقية، نطلق مصطلح  ' كيان ضعيف ' على الكيان الذي لا يمكن أن يوجد بشكل فريد من خلال خصائصه وحده دون الاعتماد على وجود كيان آخر؛ وبالتالي، فإنه يجب استخدام مفتاح خارجي مفتاح أجنبي بالتزامن مع خصائصه لإنشاء مفتاح أساسي خاص بهذا الكيان الضعيف المفتاح الخارجي هو عادة مفتاح أساسي من الكيان القوي الذي يرتبط مهع الكيان الضعيف.
في مخططات الكيانات العلائقية (ERDs) يرسم الكيان الضعيف ضمن مستطيل مضاعف الحواف (مستطيلين كبير خارجي وصغير داخلي) ويتصل مع الكيانات الأخرى بخطين متوازيين وليس بخط واحد كما هو حال الكيان القوي كما أن العلاقة الرابطة بين الكيان القوي والكيان الضعيف تأخذ شكل معين مضاعف الحواف كما هو حال المستطيل المحدد للكيان.يسمى هذا النوع من العلاقات علاقات التحديد وفي IDEF1Xيتم تمثيل هذه العلاقة بشكل بيضوي بدلاً من الشكل المستطيل الذي يستخدم للكيانات القوية.علاقة التحديد المذكورة سابقاً هي العلاقة التي يكون فيها المفتاح الرئيسي من الكيان القوي معطى للكيان الضعيف (الكيان الأبن في هذه الحالة) كمفتاح رئيسي أيضاً.
بشكل عام (ولكن ليس بالضرورة) الكيان الضعيف لا يحتوي على بنود في أو خصائص في مفتاحه الرئيسي عدا المفتاح الرئيسي الموروث من الكيان القوي ورقم التسلسل الخاص بالكيان، هناك نوعان من الكيانات الضعيفة:الكيانات الترابطية أي الكيانات الناتجة عن كسر علاقة كثير-كثير (many-to-many) في المخططات العلاقاتية وكيانات مشتقة. يمثل هذا الأخير نوع شكلاً من النوع القوي في محاكاة الواقع في تمثيل قواعد البيانات وهو ناتج عن التوجه الغرضي في مجال التقنيات الحاسوبية الحديثة (Object-orinted), حيث أن الكيانات المشتق (super-type) تورث صفاتها للكيانات المشتقة (sub-type) وذلك اعتماداً على درجة التخصيص فيما بينها.
في IDEF1X والذي هو المعيار الحكومي الأميريكي لتحديد متطلبات قواعد البيانات تكون العلاقات من النوع المشتق:
- علاقات أنواع مشتقة بشكل كامل ، عندما يعرف جميع فئات التوصيف الذي نسعى لمحاكاته.
- علاقات أنواع مشتقة بشكل غير كامل ، عندما لا نعرف جميع فئات التوصيف الذي نسعى لمحاكاته.

والمثال الكلاسيكي عن كيان ضعيف دون علاقة فرعية مشتقة هو السجلات التي تتألف من شقين «ترويسة\تفاصيل» في كثير من الحالات في العالم الحقيقي مثل المطالبات والأوامر والفواتير، حيث تعبر الترويسة في السجل عن المعلومات المستركة بين حميع الأنواع المدروسة والتفصيل يمثل معلومات محددة عن الأصناف الفردية.
المثال المعياري ل  ' علاقة أنواع مشتقة بشكل كامل ' هو كيان عضو. نظرا ل نوع العضوية المميز (والذي يمكن أن يكون فردياً، مشتركاً، في مؤسسة، في جمعية، في رابطة، في اتحاد حكومي، وكالة شبه حكومية) الكيانان المشتقان هما كيان يشتق من كيان «شخص»، الذي يحتوي على معلومات فردية محددة مثل الاسم الأول والأخير وتاريخ الميلاد، وكيان تنظيم، والتي سوف تحتوي على مثل هذه الصفات كالاسم القانوني، والهرمية التنظيمية مثل مراكز التكيلف.
عندما يتم تمثيل هذه العلاقات بشكل علاقات مشتفة في قاعدة بيانات، يصبح من نوع «أب» ما يشار إليه باعتبارها الجدول الأساسي. تعتبر الانواع المشتقة أنواعاً موروثة منها، والتي تصنف تحت كيانات ضعيفة. التكامل المرجعي يطبق عبر التحديثات المتتالية والحذف.

## مثال

An example of the weak entity using the طريقة الكيانات والعلاقات

عند النظر إلى قاعدة البيانات التي تسجل طلبات العملاء، حيث الطلب يحتوي على غرض أو أكثر. فإن قاعدة بيانات تحتوي على جدول يحدد العملاء من خلال رقم العملاء (المفتاح الأولي)؛ آخرلتحديد المنتجات التي يمكن بيعها من خلال رقم المنتج (المفتاح الأولي)؛ وستحتوي على زوج من الجداول تصف الطلبات.
أحد الجداول يمكن أن يسمى طلب وأنه سيكون له رقم الطلب (مفتاح أولي) لتحديد هذا الطلب بشكل فريد، وسوف تحتوي على عدد العملاء (مفتاح خارجي) لتحديد يشتري المنتج، بالإضافة إلى معلومات أخرى مثل التاريخ والوقت عندما تم تصريح الطلب، وكيف سيتم دفعها الفاتورة، حيث من المفترض أن يتم شحنها إلى، وهلم جرا.
يمكن أن يسمى الجدول الآخر (طلب-غرض)؛ سيتم التعرف عليه بواسطة مفتاح مركب يتألف من كل من رقم الطلب (مفتاح خارجي) ورقم الغرض؛ مع سمات مفاتيح غير أولية أخرى مثل رقم المنتج (مفتاح خارجي) الذي طُلب، الكمية، السعر، أي خصم، أي خيارات خاصة، وهلم جرا. قد يكون هناك صفر، واحد أو العديد من الإدخالات (طلب-غرض) المقابلة لإدخال طلب، ولكن لا يمكن أن توجد أي إدخال (طلب-غرض) إلا بوجود إدخال طلب. (حالة الصفر (طلب-غرض) عادة لا تحدث إلا بشكل عابر، عندما يتم إدخال الطلب أولا وقبل ذلك تم تسجيل أول غرض.
الجدول (طلب-غرض) يخزن  الكيانات الضعيفة  على وجه التحديد، لأن (طلب-غرض) ليس له معنى مستقل عن كيان طلب. قد يجادل البعض بأن (طلب-غرض) لها معنى من تلقاء نفسها؛ فإنهفي وقت ما غير محدد من قبل السجلات، شخص ما غير محدد من قبل السجلات طلب كمية معينة من منتج معين. قد تكون هذه المعلومات ضمن استخداممعين من تلقاء نفسها، وإنما هو من الاستخدام المحدود. على سبيل المثال، ربما أردت في فترة معينة معرفة الاتجاهات الموسمية أو الجغرافية في المبيعات لمنتج أو غرض معين، عندئذ أنت بحاجة إلى معلومات متصلة بسجل الطلبات.
الطلب لن يوجد دون منتج أو شخص يطلب الطلب، لذلك يمكن القول أن أمرا من شأنه أن يجعل كيان طلب كيان ضعيف، بالتالي ستكون المنتجات المطلوبة خصائص وواصفات متعددة القيم من كيان الطلب